# Referèndum sobre la construcció de minarets a Suïssa de 2009

Resultats del referèndum «Contra la construcció de minarets» a Suïssa. Tan sols 4 dels 26 cantons suïssos s'oposaren a la prohibició. (novembre del 2009)

El referèndum «conta la construcció de minarets a Suïssa» és una experiència de democràcia directa a Suïssa que té l'origen en les discussions sobre la construcció de minarets als pobles suïssos de Wangen bei Olten, Langenthal i Wil, i que va culminar en una Iniciativa Legislativa Popular liderada per la Unió Democràtica del Centre (UDC) i la Unió Democràtica Federal (UDF) de prohibir legalment la construcció de minarets a Suïssa per considerar-los "símbol aparent d'una reivindicació política i religiosa del poder, que qüestiona els drets fonamentals" davant d'aquells que consideraven la iniciativa com una mostra d'islamofòbia.

## Antecedents històrics a Europa prohibint la construcció de minarets

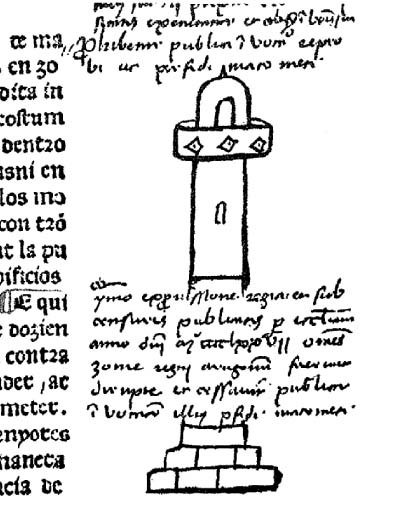
El Fur De Sarracenis, que fou aprovat el 1461 pel rei Joan II de Catalunya-Aragó, prohibí la construcció de minarets. En un marge de la pàgina al costat del fur, hi ha la glosa manuscrita pel jurista Martín de Pertusa que el comenta. Exemplar de la primera edició impresa dels Furs d'Aragó.
(Fori Aragonum, Saragossa, 1476, f. CCLV)

L'historiador Jesús Delgado Echevarria assenyala que la prohibició legal de construir minarets a Europa es remunta al segle xv. Concretament el rei Joan II de Catalunya-Aragó aprovà el 1461 a Calataiud un fur que prohibia a partir d'aleshores la realització pública de la crida islàmica a la pregària, així com, la construcció de «zomas de moros» (minarets), o cap altra edificació destinada a tal efecte, en tot el regne d'Aragó. Els Furs d'Aragó foren derogats pels Decrets de Nova Planta.
| «                                                                | (aragonès) De Sarracenis Grandissimo cargo es de conciencia que el nombre de Mahoma reprobado, sia invocado en tierra de cristianos en zomas. Por tanto de voluntad de la cort statuimos, que la dita invocacion del nombre de Mahoma, é otras cosas que sian costumbradasde facer fasta aqui en zomas, no se puedan facer dentro el regno de Aragon ni en part alguna de aquel en zomas ni en otros lugares públicos. Antes los clamamientos que los moros habrán de facer á sus mezquitas, los hayan á facer con trompeta, ó atabal, ó tamborino, ó bocina, si querrán debant la puerta de la mezquita. E que zomas de moros é otros edificios para facer ditas invocaciones, no se puedan facer. El qui el contrario fara, encorra por cada vegada en pena de doscientos sueldos aplicaderos al señor de la aljama en do el contrario se fara. La qual pena del dito señor no pueda vender, arrendar, ó alienar ó transportar, ó en alguna manera remeter, antes haya aquella realment exijir é levar. En los señores de las aljamas que contra esto vendran en cualquiera manera directament ó indirecta, encorran en pena é sentencia de excomunicacion promulgada de voluntad nuestra é de la cort por el official de Zaragoza, agora por la hora quel contrario será, feito. E comienze el present fuero en efecto de la dita execucion, dos meses aprés de su edicion é publicacion del present fuero. | (català) De Sarracenis Grandissim càrrec és de consciència que el nom de Mahoma reprovat, sia invocat en terra de cristians en «zomas» (minarets). Per tant, de voluntat de la cort estatuïm, que la dita invocació del nom de Mahoma, i d'altres coses que són acostumades a fer fins avui en dia en minarets, no es puguin fer dins del regne d'Aragó, ni en cap part d'aquel, ni en minarets ni en cap altre lloc públic. Altrament, la crida dels moros cap a les mesquites l'hauran de fer amb trompetes, o tabals, o tamborins, o bocines, si volen, al davant de les seves mesquites. I que minarets de moros, o altres edificis construïts a tal efecte per realitzar les dites invocacions, no es puguin construir. I qui el contrari faci, per cada vegada incorri en una pena de 200 sous aplicables al senyor de l'Aljama, arreu on es faci el contrari. La qual pena el dit senyor no podrà vendre, arrendar, alienar o transportar, o en cap manera remetre, sinó que se li exigeixi i es compleixi. I els senyors de les Aljames que contra això facin en qualsevol manera, ja sia directament o indirecta, incorrin en pena i sentència d'excomunió promulgada de voluntat nostra, i de la nostra cort per l'oficial de Saragossa, ara per l'hora que el contrari sigui fet. I comenci el present Fur en efecte de la dita execució, dos mesos després de la seva edició i publicació del present Fur. | » |
| — Joan II de Catalunya-Aragó, Calataiud, any 1461, 'Furs d'Aragó | | |   |

Amb data del 5 d'abril de 1477 el prior Miquel Ferrer, vicari general, i l'oficial Joan de Cervera, al capdavant de la deu metropolitana de Saragossa, sede vacante, van dirigir als bisbes d'Aragó i de Navarra una providència que es conserva en imprès incunable prohibint la «azalá» —el crit a la pregària musulmana—, i la invocació pública del nom de Mahoma. Així mateix ordenaren que en la propera festa de l'Ascensió es procedís a l'enderrocament «de totes i cadascuna de les vulgarment anomenades zomas dels agarens o moros, i dels edificis des dels quals en alta veu s'invoca el nom del condemnat Mahoma».

## Context demogràfic de Suïssa
Suïssa té una població de 7.725.200 habitants (2009). No té religió oficial, encara que la majoria dels cantons (excepte el de Ginebra i el de Neuchâtel) reconeixen les seves pròpies esglésies oficials (cristianes). El cristianisme és la religió predominant de la població suïssa, dividit entre l'Església catòlica (41,8% de la població) i diverses esglésies protestants (40%). La immigració (particularment d'origen kosovar i turc) ha suposat un notable augment de la població musulmana de Suïssa, on viuen al voltant de 300.000 musulmans (el 3,88% de la població), gairebé el doble que el 1990. La immensa majoria dels musulmans no són suïssos, encara que el seu nombre ha augmentat (36.500 tenen la nacionalitat suïssa davant dels 7.700 de 1990). L'Islam és la tercera religió a Suïssa i compta amb al voltant de 160 mesquites o espais de pregària en magatzems, garatges i centres culturals, anomenades mesquites interiors (sense minarets), en condicions similars a les que tenen els quals professen altres credos minoritaris (28.000 hindús, 21.000 budistes, 17.900 jueus, 500 sikhs). Hi ha dos mesquites que tenen minaret propi, la mesquita de Mahmud a Zuric (des 1963) i la mesquita de Petit-Saconnex a Ginebra (des de 1978).

## Controvèrsia

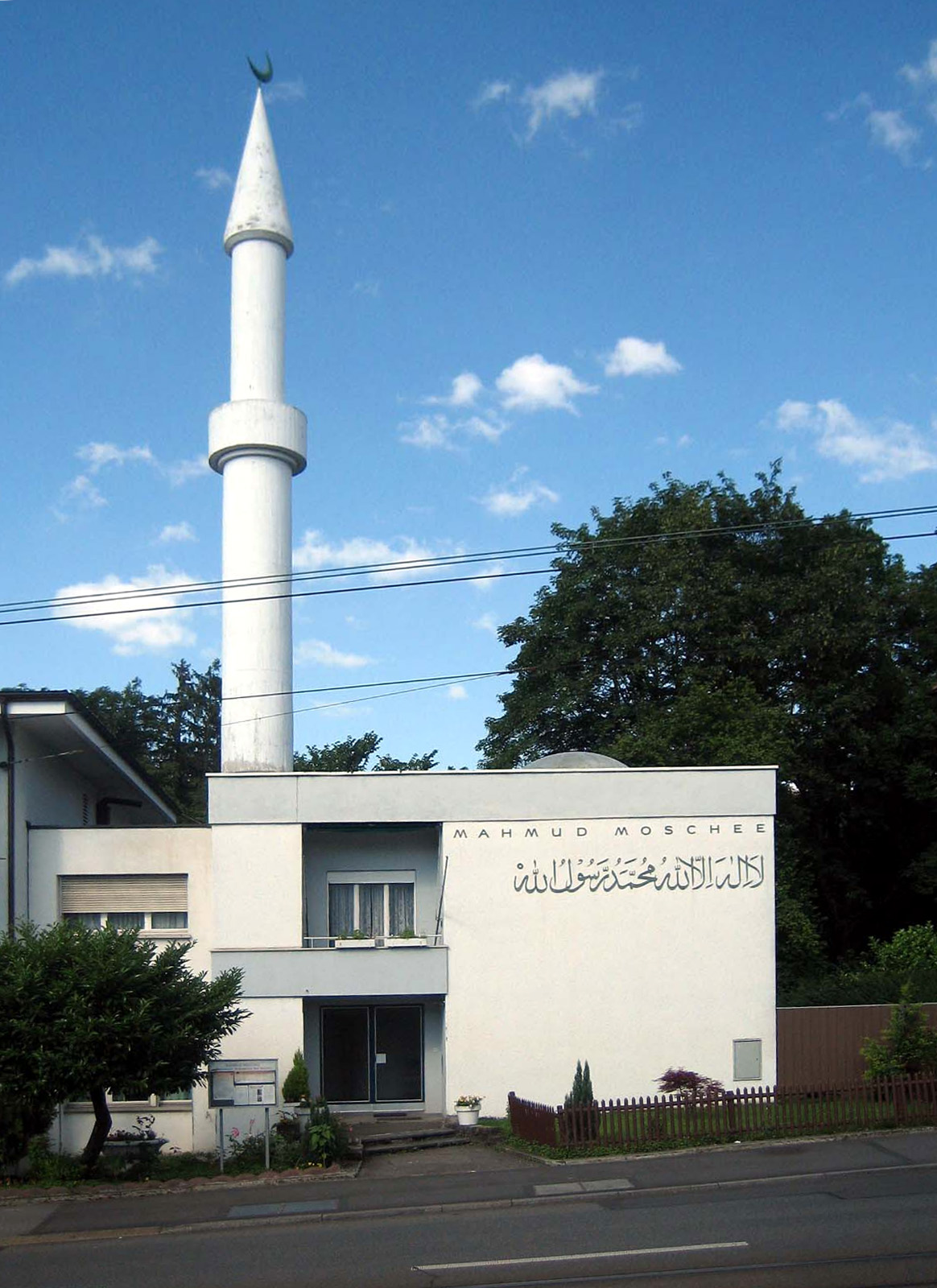
Mesquita Ahmadiyya a Zúric.

Les associacions de musulmans a la comuna de Wangen, propera a Olten (Solothurn) i el poble de Langenthal volien construir minarets a les mesquites. No obstant això, alguns ciutadans i polítics no estaven d'acord amb aquests projectes per la qual cosa van crear diferents fronts cívics en contra de la construcció de minarets. Els insistents projectes de construcció de minarets sempre havien estat rebutjats acord amb la legislació urbanística.
No obstant això, el govern cantonal de Zuric volia revisar la prohibició general dels minarets. La Unió Democràtica del Centre va presentar i va defensar una proposta perquè fos el poble suís qui decidís sobre la construcció de minarets a les mesquites. Mentre recollien les signatures suficients per a la celebració de la consulta popular, la majoria dels partits polítics es posicionaven en contra de la prohibició i fins i tot alguns juristes amenaçaven que si aquesta iniciativa prosperés, Suïssa hauria d'abandonar la Convenció Europea de Drets Humans. Altres, especialment associacions independents, assenyalaven que la construcció de minarets és una mostra ostentosa i innecessària que mostraria una creixent islamització del país, contrària a la tradició Suïssa. El debat va ser creixent i ja no només es circumscrivia als sectors implicats en aquestes comunitats, sinó que va provocar un àmplia mobilització davant el simbolisme dels minarets. El Consell Suís de Religions, que agrupa dirigents de totes les esglésies cristianes i també de les comunitats jueves i musulmanes condemnar la iniciativa del referèndum. Els bisbes cristians van exhortar els seus fidels a mantenir una actitud de comprensió recíproca en el diàleg i el respecte mutu.
El debat ja no només ocupa als sectors implicats en aquestes comunitats, sinó que ha degenerat en un debat més ampli. Aquesta controvèrsia ja va atiar pors difusos cap al desconegut en algunes parts de la població suïssa. Les veus, de vegades agressives, de vegades insegures i altres vegades, amonestadoras, demostren clarament que aquests temors no només es deriven de la construcció de minarets sinó d'una creixent islamofòbia.

## Resultat del referèndum
En el referèndum realitzat el 29 novembre de 2009, la proposta de prohibició va ser aprovada pel 57,5% dels votants. Només quatre dels 26 cantons de Suïssa, la majoria a la zona francòfona, es van oposar a la prohibició. Els quatre minarets al territori suís en mesquites de Zuric (1963), Ginebra (1978), Winterthur (2005) i Wangen bei Olten (2009), no seran enderrocats. "La construcció de minarets està prohibida" és la frase que, segons el resultat de la iniciativa popular suïssa del novembre de 2009, serà inclosa en l'article 72 de la Constitució de Suïssa en ser aprovada pels ciutadans suïssos en edat de votar amb un 57,5% de vots. Aquesta decisió suposa "la prohibició de construir minarets a les futures mesquites de Suïssa".